# Casasbuenas (kommunhuvudort)
Casasbuenas är en kommunhuvudort i Spanien. Den ligger i provinsen Toledo och regionen Kastilien-La Mancha, i den centrala delen av landet, 80 km söder om huvudstaden Madrid. Casasbuenas ligger 686 meter över havet och antalet invånare är 209.
Terrängen runt Casasbuenas är platt åt sydost, men åt nordväst är den kuperad. Terrängen runt Casasbuenas sluttar norrut.Runt Casasbuenas är det mycket glesbefolkat, med 5 invånare per kvadratkilometer. Närmaste större samhälle är Toledo, 13,9 km nordost om Casasbuenas. Omgivningarna runt Casasbuenas är i huvudsak ett öppet busklandskap.